# Salton Sea Beach
Salton Sea Beach és una concentració de població designada pel cens dels Estats Units a l'estat de Califòrnia. Segons el cens del 2000 tenia 392 habitants.

## Demografia
Segons el cens del 2000, Salton Sea Beach tenia 392 habitants, 200 habitatges, i 111 famílies. La densitat de població era de 488,2 habitants/km².
Dels 200 habitatges en un 14% hi vivien nens de menys de 18 anys, en un 44% hi vivien parelles casades, en un 7% dones solteres, i en un 44,5% no eren unitats familiars. En el 41,5% dels habitatges hi vivien persones soles el 28% de les quals corresponia a persones de 65 anys o més que vivien soles. El nombre mitjà de persones vivint en cada habitatge era d'1,96 i el nombre mitjà de persones que vivien en cada família era de 2,59.
Per edats la població es repartia de la següent manera: un 16,8% tenia menys de 18 anys, un 4,3% entre 18 i 24, un 14,5% entre 25 i 44, un 24,2% de 45 a 60 i un 40,1% 65 anys o més.
L'edat mediana era de 60 anys. Per cada 100 dones de 18 o més anys hi havia 92,9 homes.
La renda mediana per habitatge era de 13.664 $ i la renda mediana per família de 14.457 $. Els homes tenien una renda mediana de 33.750 $ mentre que les dones 17.031 $. La renda per capita de la població era de 17.252 $. Entorn del 31,2% de les famílies i el 33,4% de la població estaven per davall del llindar de pobresa.

## Poblacions més properes
El següent diagrama mostra les poblacions més properes.